# Nanaguna herbida
Nanaguna herbida är en fjärilsart som beskrevs av Walker 1864. Nanaguna herbida ingår i släktet Nanaguna och familjen trågspinnare. Inga underarter finns listade i Catalogue of Life.